# Protandrena guarnensis
Protandrena guarnensis är en biart som beskrevs av Gonzalez och Ruz 2007. Protandrena guarnensis ingår i släktet Protandrena och familjen grävbin. Inga underarter finns listade i Catalogue of Life.